# Silver City (Kalifornija)
Silver City je naseljeno područje za statističke svrhe u američkoj saveznoj državi Kalifornija. Prema popisu stanovništva iz 2010. u njemu je živjelo 0 stanovnika.